# 12a cerimònia dels Premis César
La 12a cerimònia dels Premis César — també coneguts com Nuit des César — que premiava les pel·lícules estrenades el 1986, va tenir lloc el 7 de març de 1987 al Palau de Congressos de París.
Va ser presidida per Sean Connery i retransmesa a Antenne 2, presentada per Michel Drucker. La idea era crear una animació amb jocs amb l'objectiu de promocionar el cinema. Això va tenir lloc en una sala individual i la cerimònia es va retransmetre en directe en una sala petita.

## Desenvolupament
Aquesta és una de les darreres aparicions oficials de la cantant i actriu Dalida, que va morir menys de dos mesos després d'aquesta cerimònia. La triomfadora de la nit va ser Thérèse d'Alain Cavalier, que va guanyar sis premis (millor pel·lícula, millor director, millor guió, millor actriu revelació, millor fotografia i millor muntatge) de deu nominacions. Mélo d'Alain Resnais, que va tenir vuit nominacions, només en va guanyar dos (millor actriu i millor actor secundari) i Jean de Florette de Claude Berri, de vuit nominacions només en va guanyar un (millor actor).

## Presentadors i ponents
- Jeanne Moreau, presidenta de l'Académie des arts et techniques du cinéma
- Sean Connery, president de la cerimònia
- Michel Drucker, Michel Denisot, Pierre Tchernia, Henry Chapier, Patrick Poivre d'Arvor, Frédéric Mitterrand, Claude-Jean Philippe, mestres de cerimònia
- Richard Anconina, Michel Boujenah, per entregar el César al millor actor secundari
- Audrey Hepburn, per entregar el César al millor actor

## Guanyadors i nominats
Els guanyadors s'indiquen en negreta.
| Millor pel·lícula - Thérèse d'Alain Cavalier - 37°2 le matin de Jean-Jacques Beineix - Jean de Florette de Claude Berri - Mélo d'Alain Resnais - Tenue de soirée de Bertrand Blier | Millor director - Alain Cavalier per Thérèse - Jean-Jacques Beineix per 37°2 le matin - Claude Berri per Jean de Florette - Alain Resnais per Mélo - Bertrand Blier per Tenue de soirée |                                 |
| Millor actor - Daniel Auteuil per Jean de Florette i Manon des sources - Jean-Hugues Anglade per 37°2 le matin - Michel Blanc per Tenue de soirée - André Dussollier per Mélo - Christophe Malavoy per La Femme de ma vie                                                                        | Millor actriu - Sabine Azéma per Mélo - Jane Birkin per La Femme de ma vie - Miou-Miou per Tenue de soirée - Béatrice Dalle per 37°2 le matin - Juliette Binoche per Mauvais sang |                                 |
| Millor actor secundari - Pierre Arditi per Mélo - Gérard Darmon per 37°2 le matin - Jean-Louis Trintignant per La Femme de ma vie - Claude Piéplu per Le Paltoquet - Jean Carmet per Les Fugitifs                                                                                                | Millor actriu secundària - Emmanuelle Béart per Manon des sources - Clémentine Célarié per 37°2 le matin - Marie Dubois per Descente aux enfers - Danielle Darrieux per Le Lieu du crime - Jeanne Moreau per Le Paltoquet |                                 |
| Millor actor revelació - Isaac de Bankolé per Black Mic-Mac - Cris Campion per Pirates - Jean-Philippe Écoffey per Gardien de la nuit - Rémi Martin per Consell de família | Millor actriu revelació - Catherine Mouchet per Thérèse - Marianne Basler per Rosa la rose, fille publique - Dominique Blanc per La Femme de ma vie - Julie Delpy per Mauvais sang |                                 |
| Millor pel·lícula estrangera - El nom de la rosa de Jean-Jacques Annaud - Quina nit! de Martin Scorsese - Hannah i les seves germanes de Woody Allen - La missió de Roland Joffé - Out of Africa de Sydney Pollack                                                                               | Millor primera pel·lícula - La Femme de ma vie de Régis Wargnier - Black Mic-Mac de Thomas Gilou - Je hais les acteurs de Gérard Krawczyk - Noir et blanc de Claire Devers |                                 |
| Millor guió original o adaptació - Camille de Casabianca i Alain Cavalier per Thérèse - Claude Berri i Gérard Brach per Jean de Florette - Bertrand Blier per Tenue de soirée - Francis Veber per Les Fugitifs                                                                                   | Millor cartell - Christian Blondel per 37°2 le matin - Claude i Denise Millet per Je hais les acteurs - Michel Jouin per Jean de Florette - André François per Max, amor meu - Gilbert Raffin per Thérèse |                                 |
| Millor música - Herbie Hancock per Al voltant de mitjanit - Serge Gainsbourg per Tenue de soirée - Jean-Claude Petit per Jean de Florette - Gabriel Yared per 37°2 le matin | Millor fotografia - Philippe Rousselot per Thérèse - Jean-Yves Escoffier per Mauvais sang - Bruno Nuytten per Jean de Florette - Charlie Van Damme per Mélo' |                                 |
| Millor decorat - Pierre Guffroy per Pirates - Bernard Evein per Thérèse - Jacques Saulnier per Mélo - Alexandre Trauner per Al voltant de mitjanit | Millor muntatge - Isabelle Dedieu per Thérèse - Claudine Merlin per Tenue de soirée - Monique Prim per 37°2 le matin - Armand Psenny per Al voltant de mitjanit |                                 |
| Millor so - William Flageollet, Michel Desrois, Claude Villand i Bernard Leroux per Al voltant de mitjanit - Pierre Gamet, Dominique Hennequin, Laurent Quaglio per Jean de Florette - Bernard Bats, Dominique Hennequin per Tenue de soirée - Dominique Dalmasso, Alain Lachassagne per Thérèse | Millor vestuari - Anthony Powell per Pirates - Yvette Bonnay per Thérèse - Catherine Leterrier per Mélo |                                 |
| Millor curtmetratge d'animació - No atorgat | Millor curtmetratge de ficció - La Goula de Roger Guillot - Alger la blanche de Cyril Collard - Bel ragazzo de Georges Bensoussan - Bocetta revient de guerre de Jean-Pierre Sinapi - Bol de jour de Henri Gruvman - Deobernique de Celia Canning i Raymond Gourrier - Joseph M de Jacques Cluzaud - La Poupée qui tousse de Farid Lahouassa - Le Bridge de Gilles Dagneau - Le Maître chanteur de Mathias Ledoux - Les Arcandiers de Manuel Sanchez - Pauline épaulettes de Stéphanie de Mareuil - Sur le talus de Laurence Ferreira-Barbosa - Synthétique opérette d'Olivier Esmein - Le Torero hallucinogène de Stéphane Clavier - Triple sec d'Yves Thomas - Une fille de Henri Herre - Zambinella de Catherine Laine Galode |                                 |
| Millor curtmetratge documental - No atorgat | César d'honor - Jean-Luc Godard | César d'honor - Jean-Luc Godard |
| Homenatge - Jean Gabin pel 10è aniversari de la seva mort - La Gaumont pel seu 90è aniversari - El Premi Louis-Delluc pel seu 50è aniversari - El Festival de Canes pel seu 40è aniversari - L'ECPA                                                                                              | |                                 |